# Předměstí
Předměstí (též suburbium) dnes bývá součástí města nebo vesnice a nachází se okolo jeho historického jádra. Původně byla předměstí zakládána nebo živelně vznikala před hradbami města, které ohraničovaly samotné město. To, co bylo uprostřed města, se nazývalo náměstí (od na městě), to, co bylo uvnitř hradeb (za hradbami), bylo město a co bylo před nimi, se nacházelo před městem, tedy předměstí.
V prvotních dobách leckdy nebyli obyvatelé předměstí počítáni mezi obyvatele města, často tedy neměli ani stejná práva a měšťané na ně hleděli poněkud nadřazeně. Mnohá předměstí dostala název přímo po názvu městské brány, která jej s městem spojovala. V Trutnově např. Horní, Dolní a Střední, v Pardubicích Zelené a Bílé, v Hradci Králové jsou Moravské, Slezské a Pražské apod. Největší rozvoj předměstí začal s nástupem průmyslového věku, kdy začala mít předměstí více obyvatel než samotné město uvnitř hradeb. Později už se stala některá předměstí natolik rozvinutá, že byla na historickém jádru poměrem služeb zcela nezávislá a se vznikem železnice začala mít navrch. V naprosté většině byla předměstí sloučena s městem a patřila pod jeho správu. Avšak jsou i případy, kdy předměstí získala nezávislost a zůstala po jistou dobu samostatnou obcí. Jsou však města, ke kterým nebyla předměstí připojena doposud, např. Paříž.
Předměstí jsou často spojena s historickým centrem města veřejnou dopravou – metrem, autobusy a vlaky. To je velmi důležité pro ty, kteří denně z předměstí dojíždějí do centra města, aby tam pracovali nebo studovali. Avšak v dnešní době není přechod mezi předměstím a původním městem ve většině případů znát. Přirozená hranice, městské hradby, byly hlavně u větších měst už dávno strženy a ani úřady a instituce nebývají kvůli dopravním problémům v centru.
Pojem předměstí je dnes často zaměňován se satelitními městy, které však oproti předměstím vznikají naopak co nejdále od rušné zástavby města, často uprostřed přírody nebo na okraji vesnic.